# Мартышки
Марты́шки (лат. Cercopithecus) — род приматов из семейства мартышковых, состоящий из 25 видов.

## Классификация

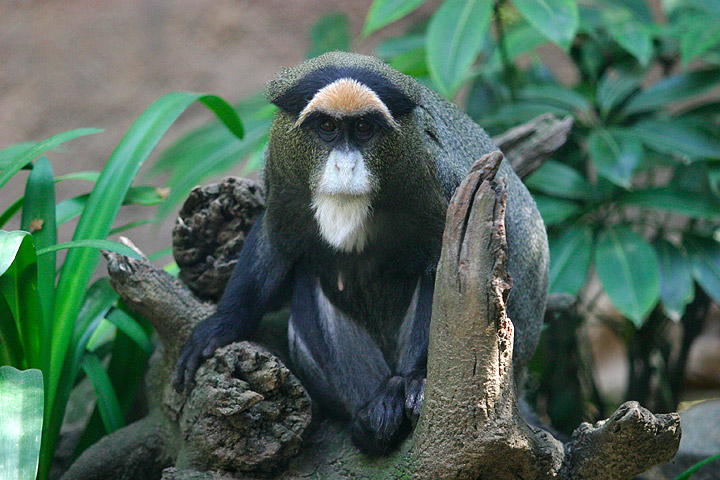
Мартышка Бразза

В род включают следующие виды:
- Краснохвостая мартышка (Cercopithecus ascanius), или мартышка Шмидта[1]
- Голуболицая мартышка (Cercopithecus cephus), или усатая мартышка[1]
- Рыжеухая мартышка (Cercopithecus erythrotis)
- Краснобрюхая мартышка (Cercopithecus erythrogaster)
- Малая белоносая мартышка (Cercopithecus petaurista)
- Совинолицая мартышка (Cercopithecus hamlyni)
- Бородатая мартышка (Cercopithecus lhoesti)
- Коронованная мартышка (Cercopithecus mitis), или голубая мартышка[1]
- Белогорлая мартышка (Cercopithecus albogularis)
- Большая белоносая мартышка (Cercopithecus nictitans)
- Мартышка мона (Cercopithecus mona)
- Чубатая мартышка (Cercopithecus pogonias)
- Мартышка Бразза (Cercopithecus neglectus)
- Мартышка-диана (Cercopithecus diana)
- Мартышка Вольфа (Cercopithecus wolfi)
- Мартышка Кемпбелла (Cercopithecus campbelli)
- Мартышка дриас (Cercopithecus dryas)
- Рыжехвостая мартышка (Cercopithecus solatus)
- Cercopithecus sclateri
- Cercopithecus roloway
- Cercopithecus doggetti
- Cercopithecus kandti
- Cercopithecus lomamiensis
- Cercopithecus lowei
- Cercopithecus denti
- Cercopithecus preussi